# Kelet-Timor a 2014. évi téli olimpiai játékokon
Kelet-Timor az oroszországi Szocsiban megrendezett 2014. évi téli olimpiai játékok egyik részt vevő nemzete volt. Az országot az olimpián 1 sportágban 1 sportoló képviselte, aki érmet nem szerzett. Kelet-Timor először vesz részt a téli olimpiai játékokon.

## Alpesisí
Férfi
| Versenyző             | Versenyszám | 1. futam | 1. futam | 2. futam | 2. futam | Összesítés | Összesítés |
| Versenyző             | Versenyszám | Idő      | Hely.    | Idő      | Hely.    | Idő        | Helyezés   |
| --------------------- | ----------- | -------- | -------- | -------- | -------- | ---------- | ---------- |
| Yohan Goutt Goncalves | Műlesiklás  | 1:09,01  | 77.      | 1:21,88  | 43.      | 2:30,89    | 43.        |